# Ducati Cucciolo
```

```

Le Ducati Cucciolo est un moteur auxiliaire à 4 temps pour bicyclette conçu pendant la Seconde Guerre mondiale par l'avocat Turinois, Aldo Farinelli et mis au point avec l'ingénieur autodidacte, Aldo Leoni.

## Historique
Au cours de la guerre, Aldo Farinelli a commencé à travailler avec la société turinoise SIATA (Societa Italiana par Applicazioni Tecniche Auto-Aviatorie) au développement d'un petit moteur pouvant être monté sur un vélo.  
Le premier prototype est mis en circulation à l'automne de 1944. 
Le nom Cucciolo est issu du bruit caractéristique d'échappement émis par le moteur : une sorte d'aboiement de Cucciolo (« petit chiot ») pour le moteur. 
Le moteur pesait environ 7,7 kg et permettait de parcourir, installé sur une bicyclette, 77 km avec 1 litre de carburant.
Le 26 juillet 1945, soit à peine un mois après la libération officielle du pays, SIATA annonce son intention de commercialiser les Cucciolo. Certains hommes d'affaires ont acheté les moteurs et installés sur des cadres, mettant dans le commerce les premières unités complètes de vélomoteurs.
La demande dépasse rapidement les capacités de production, SIATA cherche par conséquent des partenaires et trouve Ducati à Borgo Panigale, un quartier de Bologne. Ducati était alors une société bien connue dans le matériel électronique et électroménager, et dans l'après-guerre cherchait de nouvelles activités afin d'employer ses travailleurs et ses installations, donc un accord sous licence avec SIATA est signé. 
La production passe de 15 unités en 1946 à plus de 25 000 dans les années suivantes, Ducati ayant conclu une entente exclusive pour la production.
En 1952, 200 000 Cucciolos sont vendus, et Ducati commercialise finalement enfin son propre cyclomoteur complet, le modèle « 48 », produit jusqu'en 1958, puis les modèles « 55F » et « 55R ». 
Les modèles suivants sont des motos, avec des cadres en acier. La cylindrée est passée à 60 cm3 (modèles « 60 » et « Sport 60 ») puis à 65 cm3 ("Sport 65", « 65T », « 65TL » et « 65TS »).
Le moteur Cucciolo a été progressivement remplacé par le modèle « 98 » à arbre à cames en tête, qui a débuté en 1952 et sa production a pris fin en 1958 lorsque la ligne "65" a été abandonnée.

## Biographie
- (it) Giuliano Musi, Il Cucciolo, un gigante, Minerva Edizioni, 2006, 143 p. (ISBN 88-7381-154-X).
- (en) Ian Falloon, Standard Catalog of Ducati Motorcycles 1946-2005, Krause Publications, 2005, 224 p. (ISBN 0-87349-714-7)